# Bàndicuts
Els bàndicuts (Peramelidae) són una família de petits marsupials semblants a rosegadors: el musell és llarg i puntegut, les orelles sense pèl i la cua peluda. Són una mica més grossos que les rates i més petits que els conills. Els dits de les seves quatre potes acaben en esmolades urpes. El pelatge està format per pèls basts i el seu color pot ser ataronjat, grisenc o marró; també pot ser ratllat en algunes espècies.
El bàndicut es distingeix por dues característiques que divergeixen del conjunt dels marsupials: la primera és la presència de moltes dents incisives (poliprotodòncia), que és característic dels marsupials carnívors i insectívors i la segona és una estructura especialitzada del peu que consisteix en la unió del segon i tercer dit per formar una única ungla i que és propi de marsupials herbívors com el cangur.

## Distribució geogràfica
Les 21 espècies de bàndicuts s'estenen per Austràlia, Tasmània, Nova Guinea i Indonèsia.

## Classificació
- Subfamília Peramelinae
  - Gènere Isoodon
    - Isoodon auratus
    - Isoodon macrourus
    - Isoodon obesulus
    - Ischnodon australis †

  - Gènere Perameles
    - Perameles bougainville
    - Perameles gunnii
    - Perameles nasuta
    - Perameles eremiana †
    - Perameles allinghamensis †
    - Perameles bowensis †
- Subfamília Peroryctinae
  - Gènere Peroryctes
    - Peroryctes broadbenti
    - Peroryctes raffrayana
    - Peroryctes tedfordi †
- Subfamília Echymiperinae
  - Gènere Echymipera
    - Echymipera rufescens
    - Echymipera clara
    - Echymipera echinista
    - Echymipera kalubu
    - Echymipera davidi

  - Gènere Microperoryctes
    - Microperoryctes murina
    - Microperoryctes ornata
    - Microperoryctes longicauda
    - Microperoryctes aplini
    - Microperoryctes papuensis

  - Gènere Rhynchomeles
    - Rhynchomeles prattorum